# Acanthopetalum chalcidicense
Acanthopetalum chalcidicense är en mångfotingart som beskrevs av Pius Strasser 1967. Acanthopetalum chalcidicense ingår i släktet Acanthopetalum och familjen Schizopetalidae. Inga underarter finns listade i Catalogue of Life.